# География Новой Зеландии
Новая Зеландия расположена в юго-западной части Тихого океана, в центральном районе полушария воды, составляя юго-западную вершину полинезийского треугольника. Основную территорию страны составляют два острова, имеющие соответствующие названия — Южный и Северный, разделённые проливом Кука. Кроме них, Новой Зеландии принадлежит около 700 островов значительно меньшей площади, большинство из которых необитаемы; наиболее крупными из них являются остров Стюарт, острова Антиподов, остров Окленд, острова Баунти, острова Кэмпбелл, архипелаг Чатем и остров Кермадек.

## Основные географические сведения

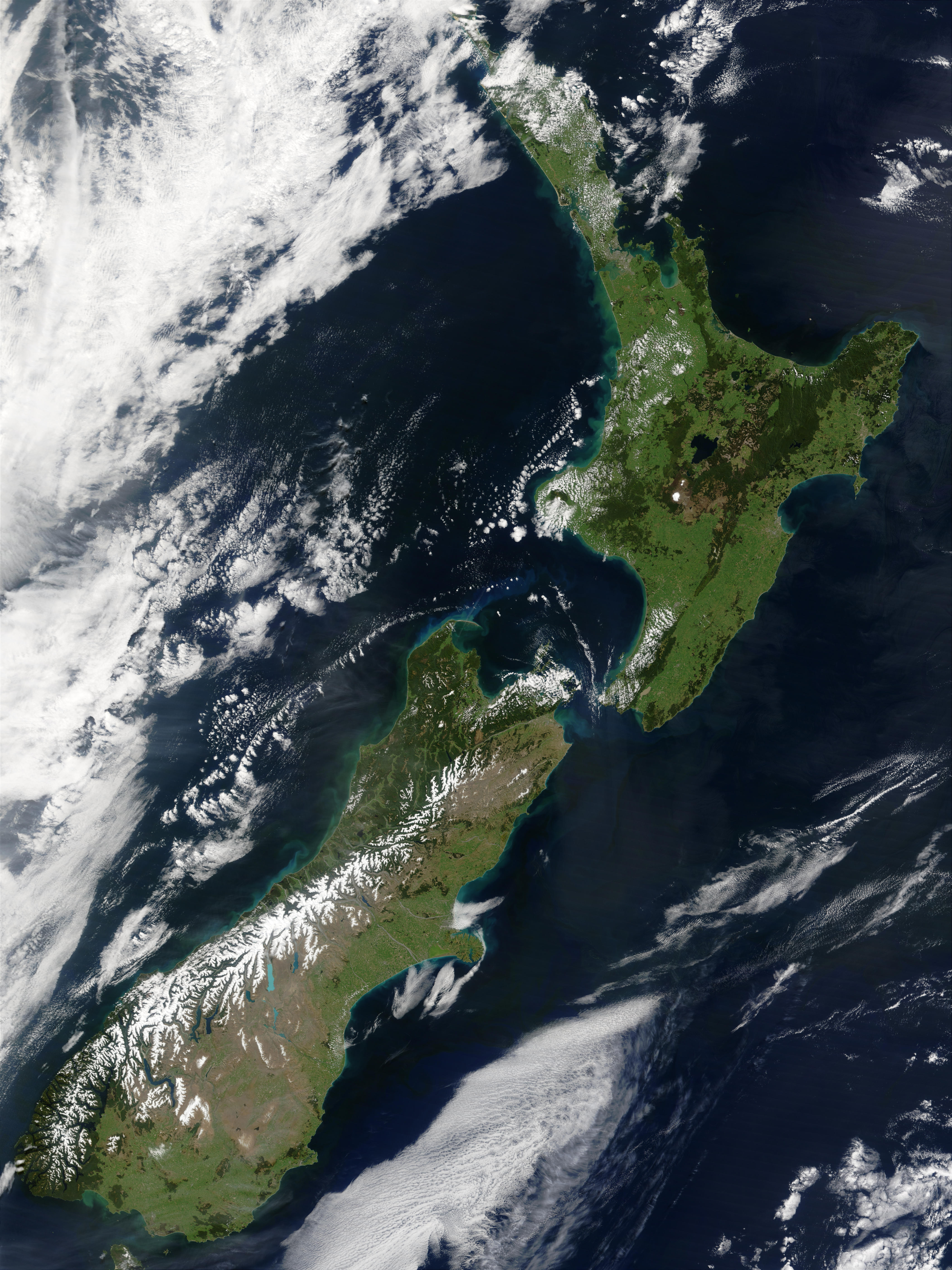
Новая Зеландия, вид из космоса

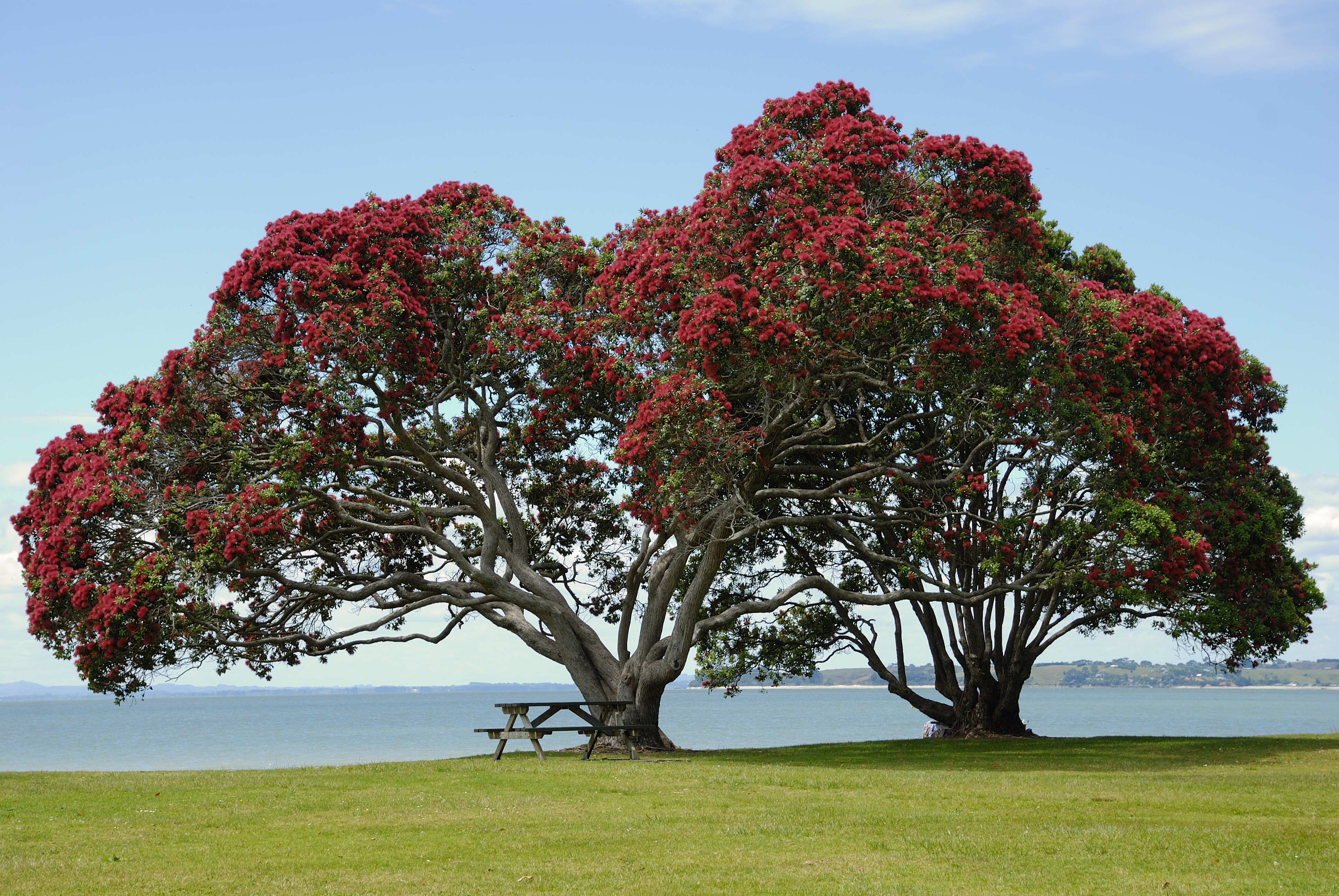
Дерево похутукава

Общая площадь страны составляет 268 680 км². Это делает её немного меньше по своим размерам, чем Италия или Япония, но несколько больше Великобритании. Длина береговой линии Новой Зеландии составляет 15 134 километра.
Южный остров — крупнейший остров Новой Зеландии, его площадь составляет 150 437 км². На острове проживает примерно одна четвёртая часть населения страны. Вдоль острова с севера на юг тянется хребет складчатых Южных Альп, самой высокой вершиной которых является гора Кука (43°35′44″ ю. ш. 170°08′27″ в. д., другое официальное название — Аораки) высотой 3754 м. Кроме неё, на Южном острове ещё 18 вершин высотой более 3000 м. Восточная часть острова более равнинная и практически полностью занята сельскохозяйственными угодьями. Западное побережье острова заселено гораздо менее плотно. Здесь сохранились значительные массивы практически нетронутой природы с девственным растительным и животным миром. Западная часть знаменита также многочисленными национальными парками, фьордами и ледниками, спускающимися со склонов Южных Альп прямо в Тасманово море. Самое большое озеро острова — Те-Анау (второе по площади озеро Новой Зеландии).
Северный остров, площадью 113 729 км², значительно менее гористый, чем Южный, и более удобен для создания населённых пунктов и морских портов, поэтому именно на нём проживает большая часть населения и расположены крупнейшие города страны. Самой высокой точкой Северного острова является активный вулкан Руапеху (39°16′ ю. ш. 175°34′ в. д.) высотой 2797 м. Остров отличается высокой вулканической активностью: из шести вулканических зон страны пять расположены на нём. В самом центре Северного острова расположено озеро Таупо, самое большое озеро в Новой Зеландии. Из него берёт своё начало река Уаикато, длина которой составляет 425 км, что делает её самой длинной рекой в Новой Зеландии.

## Природа

### Рельеф
Рельеф Новой Зеландии представляет в основном возвышенности и горы. Более 75 % территории страны лежит на высоте более 200 м над уровнем моря. Большинство гор Северного острова не превышают высотой 1800 м; 19 пиков Южного острова выше 3000 м. Прибрежные зоны Северного острова представлены просторными долинами. На западном побережье Южного острова расположены фьорды.

### Климат
Климат Новой Зеландии меняется от тёплого субтропического на севере Северного острова, до прохладного умеренного на юге Южного; в горных районах преобладает суровый альпийский климат. Цепь высоких Южных Альп разделяет страну пополам и, преграждая путь преимущественным западным ветрам, делит её на две различные климатические зоны. Западное побережье Южного острова — самая влажная часть страны; восточная часть, находящаяся всего в 100 километрах от неё — самая сухая.

Типы климата в Новой Зеландии по классификации Кёппена

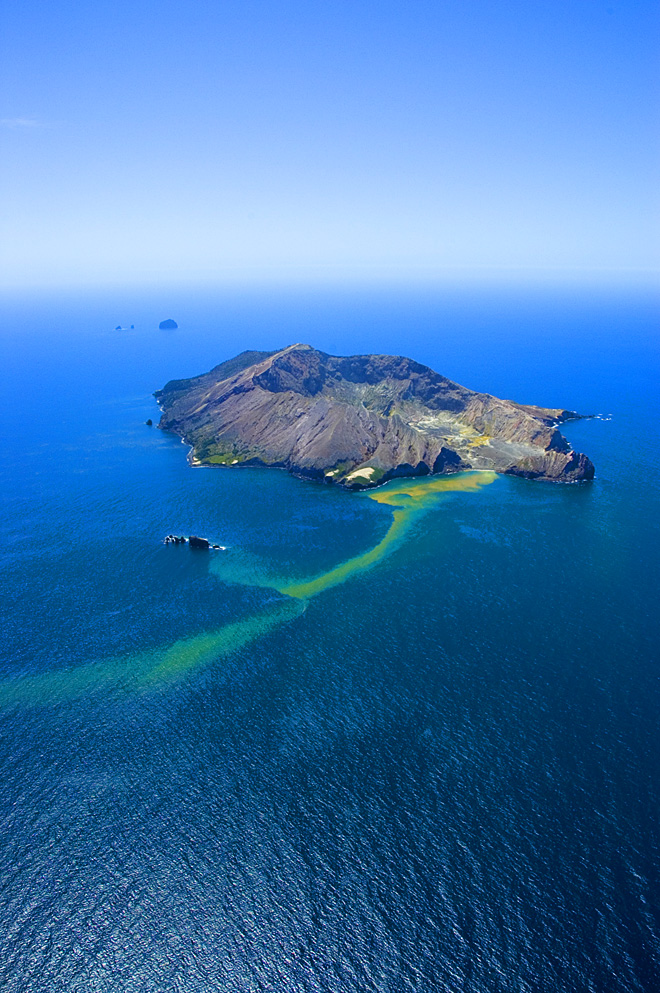
Остров Уайт — один из многих действующих вулканов страны

На большей части Новой Зеландии уровень осадков составляет от 600 до 1600 мм в год. Они распределяются относительно равномерно в течение года, за исключением более сухого лета.
Средняя годовая температура составляет от +10 °C на юге, до +16 °C на севере. Самый холодный месяц — июль, а самые тёплые месяцы — январь и февраль. На севере Новой Зеландии различия между зимними и летними температурами не очень значительны, но на юге и в предгорных районах разница достигает 14 °C. В гористых районах страны с увеличением высоты температура резко понижается, примерно на 0,7 °C каждые 100 метров.
В Окленде, крупнейшем городе страны, среднегодовая температура составляет +15,1 °C, при этом самая высокая зафиксированная температура составила +30,5 °C, а минимальная −2,5 °C. В столице страны, Веллингтоне, среднегодовая температура составляет +12,8 °C, максимальная зафиксированная температура +31,1 °C, минимальная −1,9 °C.
Количество солнечных часов в году относительно высоко, особенно в районах, защищённых от западных ветров. В среднем по стране оно составляет не менее 2000 часов. Уровень солнечной радиации очень высок на большей части страны.
Снегопады крайне редки в прибрежных районах севера страны и в западной части Южного острова, однако на востоке и юге этот остров подвержен снегопадам в зимние месяцы. Как правило, такие снегопады незначительны и непродолжительны. Ночные заморозки в зимнее время могут иметь место по всей территории страны.

### Геологическое строение

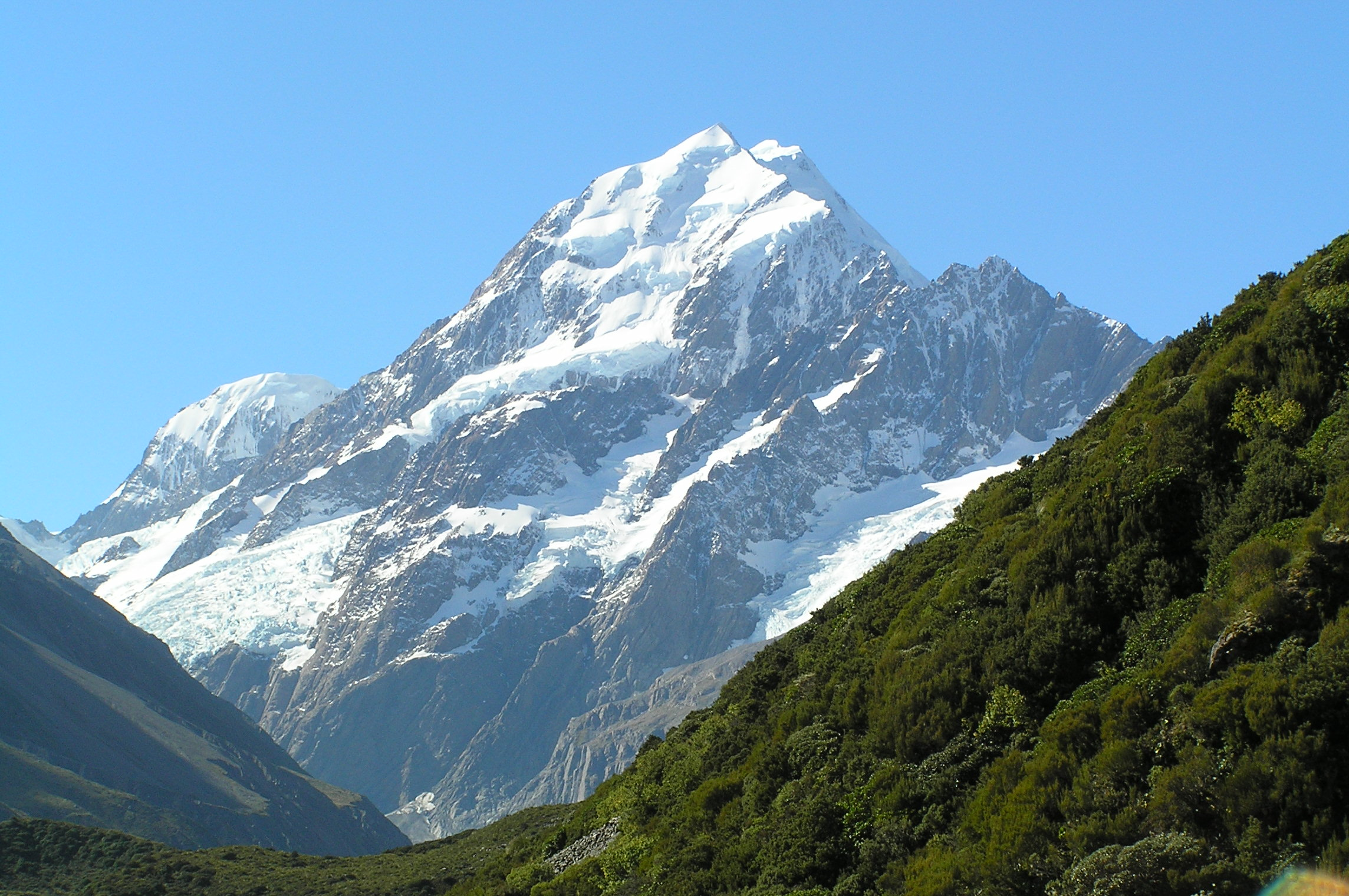
Вершина горы Кука

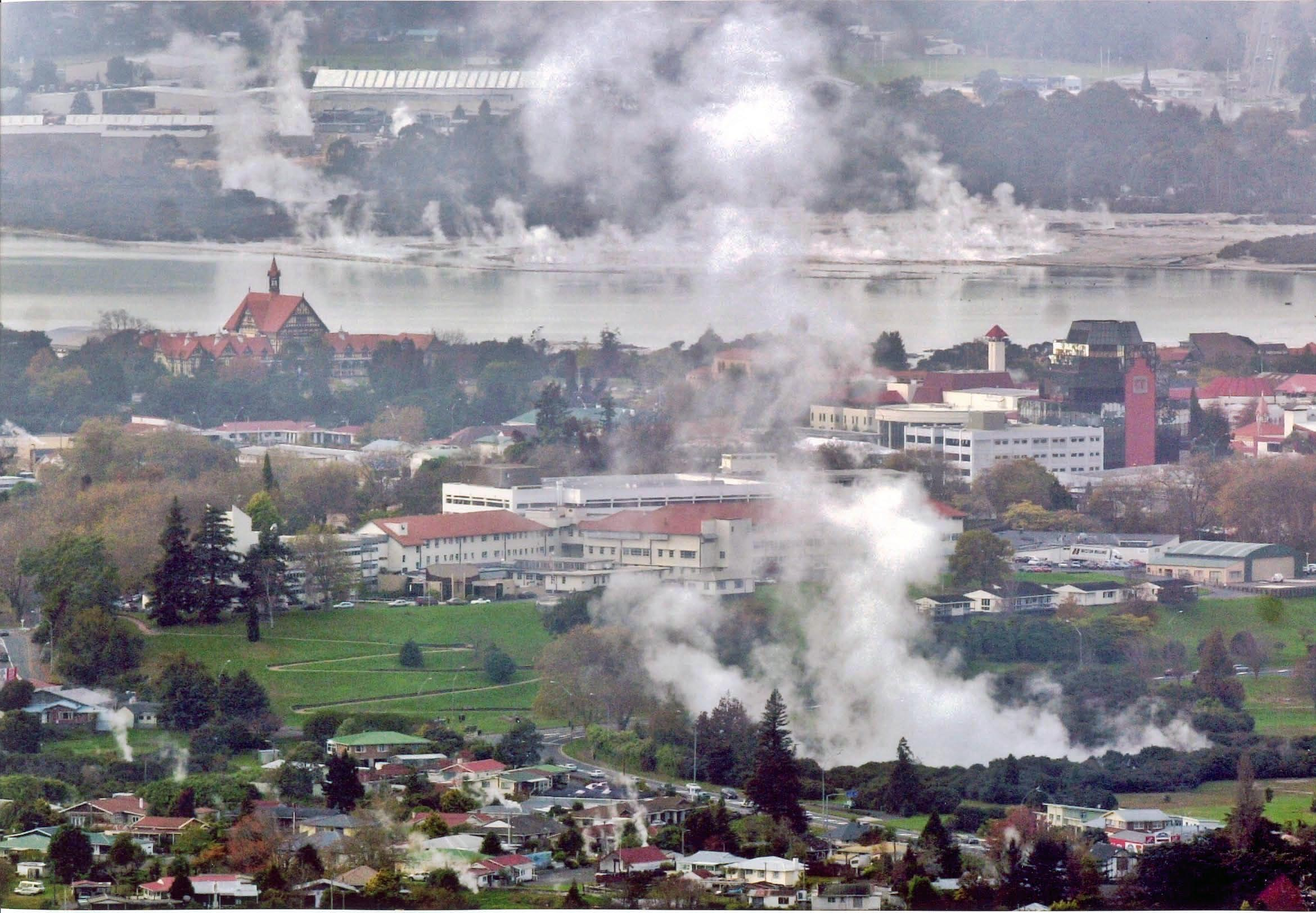
Город Роторуа. На снимке хорошо виден пар из многочисленных гейзеров

Острова, образующие Новую Зеландию, располагаются в кайнозойской геосиклинальной области между двумя литосферными плитами — тихоокеанской и австралийской. На протяжении длительных исторических периодов место разлома между двумя плитами подвергалось сложным геологическим процессам, постоянно меняющим структуру и формы земной коры. Именно поэтому, в отличие от большинства островов Тихого Океана, острова Новой Зеландии образованы не только в результате вулканической активности, но и в результате сбросов и сложены из геологических пород разного состава и разного возраста.
Активная тектоническая деятельность в земной коре этого региона продолжается и на современном геологическом этапе формирования нашей планеты, и результаты её заметны даже за исторически короткий срок с начала освоения островов европейцами. Так, например, в результате разрушительного землетрясения 1855 года береговая черта около Веллингтона поднялась более чем на полтора метра, а в 1931 году, также в результате сильного землетрясения около города Нейпир на водную поверхность поднялось около 9 км² суши.
Расположение Новой Зеландии исторически связано с активной вулканической деятельностью на её территории. Исследователи предполагают её начало в период раннего миоцена, а период формирования современных зон повышенной вулканической активности был завершён в период позднего плиоцена. Крупнейшие вулканические извержения, предположительно, имели место в период позднего плиоцена — раннего плейстоцена, когда примерно 5 млн кубических километров породы могло извергнуться на поверхность Земли.
На современном этапе зоной повышенной тектонической активности и сопряжённого с этим высокого числа землетрясения является западное побережье Южного острова и северо-восточное побережье Северного острова. Ежегодное количество землетрясений в стране составляет до 15 000, большинство из них небольшие и лишь около 250 ежегодно могут быть отнесены к числу заметных или сильных. В современной истории наиболее сильное землетрясение зафиксировано в 1855 году около Веллингтона, силой около 8.2 балла, наиболее разрушительным стало землетрясение 1931 года в районе Нейпира, унёсшее 256 человеческих жизней.
Вулканическая активность в современной Новой Зеландии по-прежнему высока: на территории страны активны 6 вулканических зон, пять из которых расположены на Северном острове. В районе озера Таупо предположительно в 186 году до н. э. произошло крупнейшее в истории человечества документально зафиксированное вулканическое извержение. Его последствия описаны в исторических хрониках настолько отдалённых мест, как Китай и Греция. На месте извержения теперь располагается крупнейшее в тихоокеанском регионе пресноводное озеро, своей площадью сопоставимое с территорией Сингапура.

### Полезные ископаемые

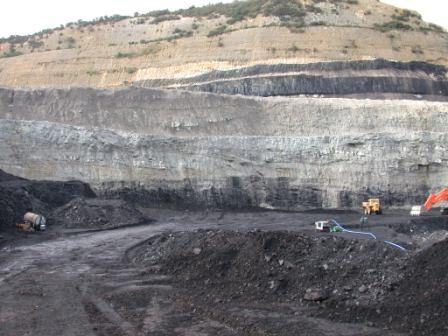
Открытая разработка угля на Южном острове

Новая Зеландия располагается на границе индо-австралийского и тихоокеанского сейсмических колец. Процессы их взаимодействия, в том числе быстрое поднятие горных массивов и активная вулканическая деятельность в течение двух миллионов лет, определили геологию земельного массива островов.
Несмотря на разнообразие природных ископаемых, промышленно разрабатываются лишь месторождения газа, нефти, золота, серебра, железистого песчаника и каменного угля. Кроме вышеперечисленного, имеются обширные запасы известняка и глин (в том числе и бентонитовая глина). Алюминий, титанистый железняк, сурьма, хром, медь, цинк, марганец, ртуть, вольфрам, платина, тяжёлый шпат и целый ряд других полезных ископаемых часто встречаются, но разведанные промышленные запасы их невелики.
Все месторождения и вся добыча нефрита с 1997 года отданы в управление маори, в связи с той важной исторической ролью которую изделия из нефрита (маори Pounamu) играют в культуре этого народа.
Подтверждённые запасы золота в Новой Зеландии составляют 372 тонны. В 2002 году добыча золота составила немногим менее 10 тонн.
Подтверждённые запасы серебра в Новой Зеландии составляют 308 т. В 2002 году добыча серебра составила почти 29 тонн.
Подтверждённые запасы железистого песчаника составляют 874 млн т. Его промышленная добыча начата в 60-е годы XX века. В 2002 году добыча составила около 2,4 млн тонн.
Подтверждённые запасы природного газа в Новой Зеландии составляют 68 млрд м³. Промышленная добыча газа начата в 1970 году. В 2005 году добыча природного газа в стране составила ориентировочно 50 млн м³.
Запасы нефти составляют ориентировочно 14 млн тонн, её промышленная добыча начата в 1935 году. Добыча нефти в стране заметно снижается в последние годы: в 2005 году она составила немногим более 7 млн баррелей.
Объёмы добычи угля, неуклонно повышавшиеся многие десятилетия, стабилизированы в первом десятилетии XXI века благодаря программам, направленным на снижение потребления твёрдого топлива. Около трети добываемого угля отправляется на экспорт. В настоящее время в стране продолжают действовать 60 угольных шахт.

### Внешние моря

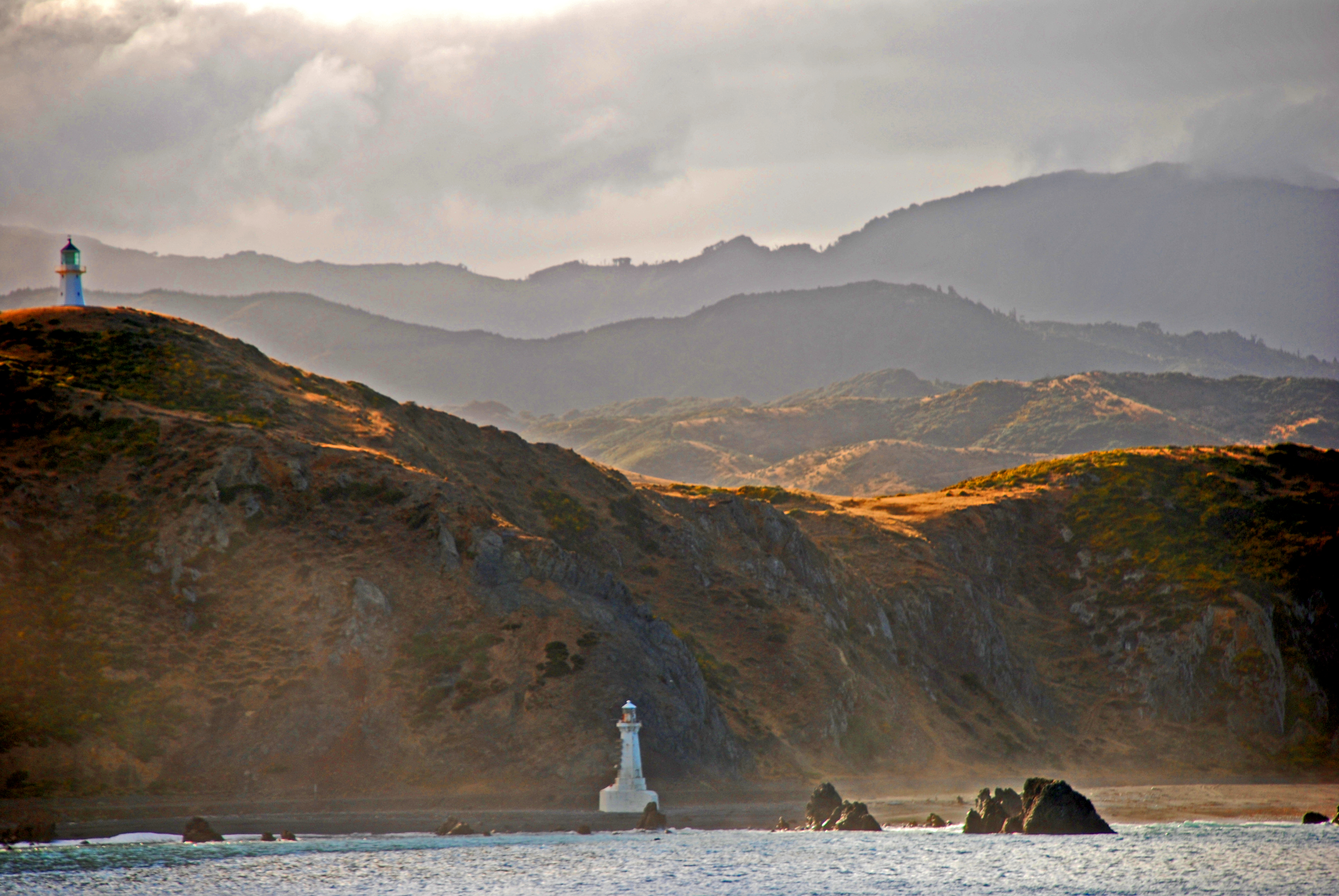
Побережье недалеко от Веллингтона

Новая Зеландия изолирована от других островов и материков большими морскими расстояниями. Омывающее её западное побережье Тасманово море отделяет страну от Австралии на 1700 км. Тихий океан омывает восточное побережье страны и отделяет страну от ближайших соседей — на севере, от Новой Каледонии, на 1000 км; на востоке, от Чили, на 8700 км; и на юге от Антарктиды на 2500 км.
Протяжённость прибрежной полосы Новой Зеландии составляет 15 134 км. Территориальные воды — 12 морских миль. Исключительная экономическая зона — до 200 морских миль. Площадь морской эксклюзивной экономической зоны составляет приблизительно 4 300 000 км², что в 15 раз превосходит площадь земной поверхности страны.
В прибрежных водах страны расположено до 700 небольших островов, большинство из них находится на расстоянии до 50 км от основных островов. Из общего числа лишь приблизительно 60 пригодны для проживания или заселены в настоящее время.

### Внутренние воды

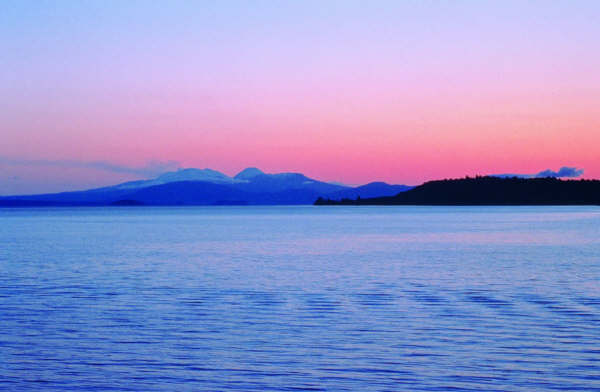
Таупо — крупнейшее озеро страны

Благодаря особым геологическим и географическим условиям в Новой Зеландии много рек и озёр. Большинство рек короткие (менее 50 км), берут начало в горах и быстро спускаются к равнинам, где замедляют своё течение. Уаикато — крупнейшая река страны протяжённостью 425 км. В стране также протекает 33 реки протяжённостью более 100 км и 6 рек протяжённостью от 51 до 95 км.
В Новой Зеландии 3280 озёр с площадью водного зеркала более 0,001 км², 229 озёр имеют водное зеркало более 0,5 км² и 40 — более 10 км². Крупнейшее озеро страны — Таупо (площадь 616 км²), наиболее глубокое озеро — Уаикаремоана (глубина — 256 метров). Большинство озёр Северного острова образованы в результате вулканической деятельности, а большинство озёр Южного острова образованы ледниковой активностью.

#### Водные ресурсы
Среднегодовой объём возобновляемых водных ресурсов по статистическим данным 1977—2001 годов в Новой Зеландии оценивается в 327 км³, что составляет около 85 м³/год на душу населения. В 2001 году ресурсы речного стока и озёр составили около 320 км³, ресурсы ледников около 70 км³, ресурсы атмосферной влаги около 400 км³ и ресурсы подземных вод оценивались ориентировочно в 613 км³.
Охрана и управление водными ресурсами и системой водоснабжения населения и объектов экономики в Новой Зеландии находится в ведении органов местного самоуправления. Стоимость основных производственных фондов водохозяйственного комплекса оценивается более чем в 1 млрд новозеландских долларов. Системы централизованного водоснабжения обеспечивают питьевой водой около 85 % населения страны. Около 77 % потребляемой в стране пресной воды используется в ирригационных системах.

### Почвы

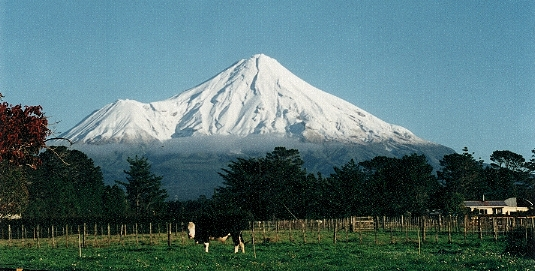
Вершина горы Таранаки

В целом почвы страны относительно мало плодородны и небогаты гумусом. Наиболее часто встречаемыми типами почв являются:
- Горные типы почв, составляющие около половины территории страны (из них около 15 % лишены растительности).
- Буро-серые типы почв, в основном встречающиеся в межгорных равнинах Южного острова (малопродуктивны для продуктивного земледелия, используются в основном как пастбища).
- Жёлто-серые типы почв, характерные для степных районов и смешанных лесов и используемые для активного земледелия.
- Жёлто-бурые типы почв, характерные для холмистой местности.

### Вулканы
На территории Новой Зеландии имеется 6 активных вулканических зон, 5 из которых расположены на Северном острове. Извержение Оруануи, произошедшее в 24 500-х годах до н. э., было крупнейшим за последние 70 000 лет, позже тот же вулкан извергся ещё раз в 186 году до н. э., последствия этого извержения описаны в хрониках Китая и Греции. Кальдера вулкана с тех пор наполнилась водой, там находится озеро Таупо. Окленд стоит на вулканическом поле, однако активности там давно нет. Крупнейшим проявлением вулканической активности после прибытия в Новую Зеландию людей стало извержение вулкана Таравера, уничтожившее Розовые и Белые террасы Роторуа.

### Животный мир

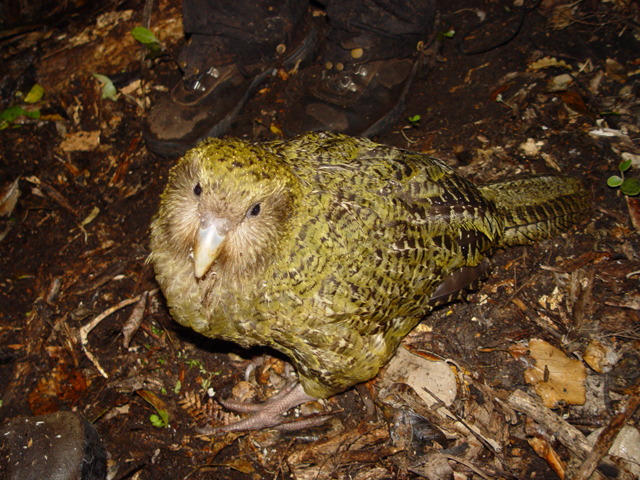
Какапо, или совиный попугай (Strigops habroptilus)

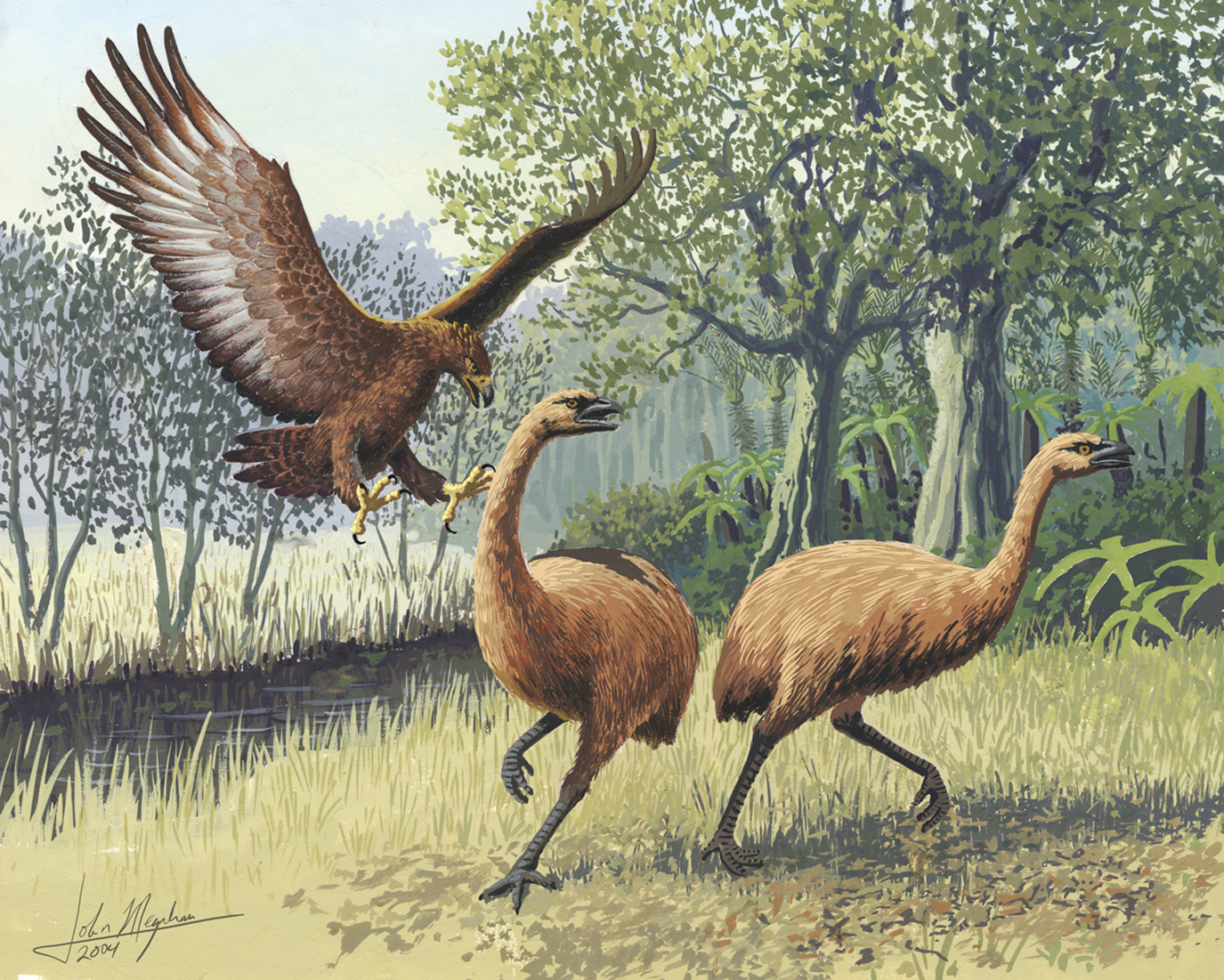
Орёл Хааста нападает на моа (рисунок)

Длительная историческая изоляция и отдалённость от других континентов создала уникальный и во многом неповторимый природный мир островов Новой Зеландии, отличающийся большим количеством эндемичных растений и птиц.
Ещё около 1000 лет назад, до появления на островах постоянных поселений человека, исторически полностью отсутствовали млекопитающие. Исключение составляли два вида летучих мышей и обитающие в прибрежных водах киты, морские львы (Phocarctos hookeri) и морские котики (Arctocephalus forsteri).
Одновременно с приходом на эти земли первых постоянных жителей, полинезийцев, на островах появились малые крысы и собаки. Позднее первые европейские переселенцы привезли свиней, коров, коз, мышей и котов. Развитие европейских поселений в XIX веке вызвало появление в Новой Зеландии всё новых и новых видов животных.
Появление некоторых из них оказало крайне негативное влияние на флору и фауну островов. К таким животным следует отнести крыс, кошек, хорьков, кроликов (завезённых в страну для развития охотничьего промысла), горностаев (завезённых в страну для контроля над популяцией кроликов), поссумов (завезённых в страну для развития пушной промышленности). Не имея естественных врагов в окружающей природе, популяции этих животных достигали размеров, представляющих угрозу сельскому хозяйству, здоровью населения, и ставили на грань вымирания естественных представителей флоры и фауны Новой Зеландии. Лишь только в последние годы усилиями природоохранных ведомств Новой Зеландии некоторые прибрежные острова были избавлены от этих животных, что позволило надеяться на сохранение там натуральных природных условий.
Из представителей фауны Новой Зеландии наиболее известными являются птицы киви (Apterygiformes), ставшие национальным символом страны, а также кеа (Nestor notabilis) (или нестор), какапо (Strigops habroptilus) (или совиный попугай), такахе (Notoronis hochstelteri) (или бескрылая султанка).
Только в Новой Зеландии сохранились останки истреблённых около 500 лет назад гигантских нелетающих птиц моа (Dinornis), достигавших высоты 3,5 м. Немногим позднее, предположительно всего около 200 лет назад, был истреблён и крупнейший из известных видов орлов — орёл Хааста, имевший размах крыльев до 3 метров и весивший до 15 кг.
Среди рептилий, встречающихся в Новой Зеландии, — гаттерия (Sphenodon punctatus) и сцинки (Scincidae).
Единственным представителем насекомоядных, завезённым в страну и адаптировавшимся к свободным условиям обитания в ней, является европейский ёж (Erinaceus europaeus).
В Новой Зеландии нет змей, а из пауков ядовит только красный катипо (Latrodectus katipo).
В пресных водоёмах страны обитает 29 видов рыб, 8 из которых находятся на грани исчезновения. В прибрежных морях обитает до 3000 видов рыб и других обитателей моря.
- Список видов муравьёв Новой Зеландии
- Список жесткокрылых Новой Зеландии
- Список видов чешуекрылых Новой Зеландии

### Растительность

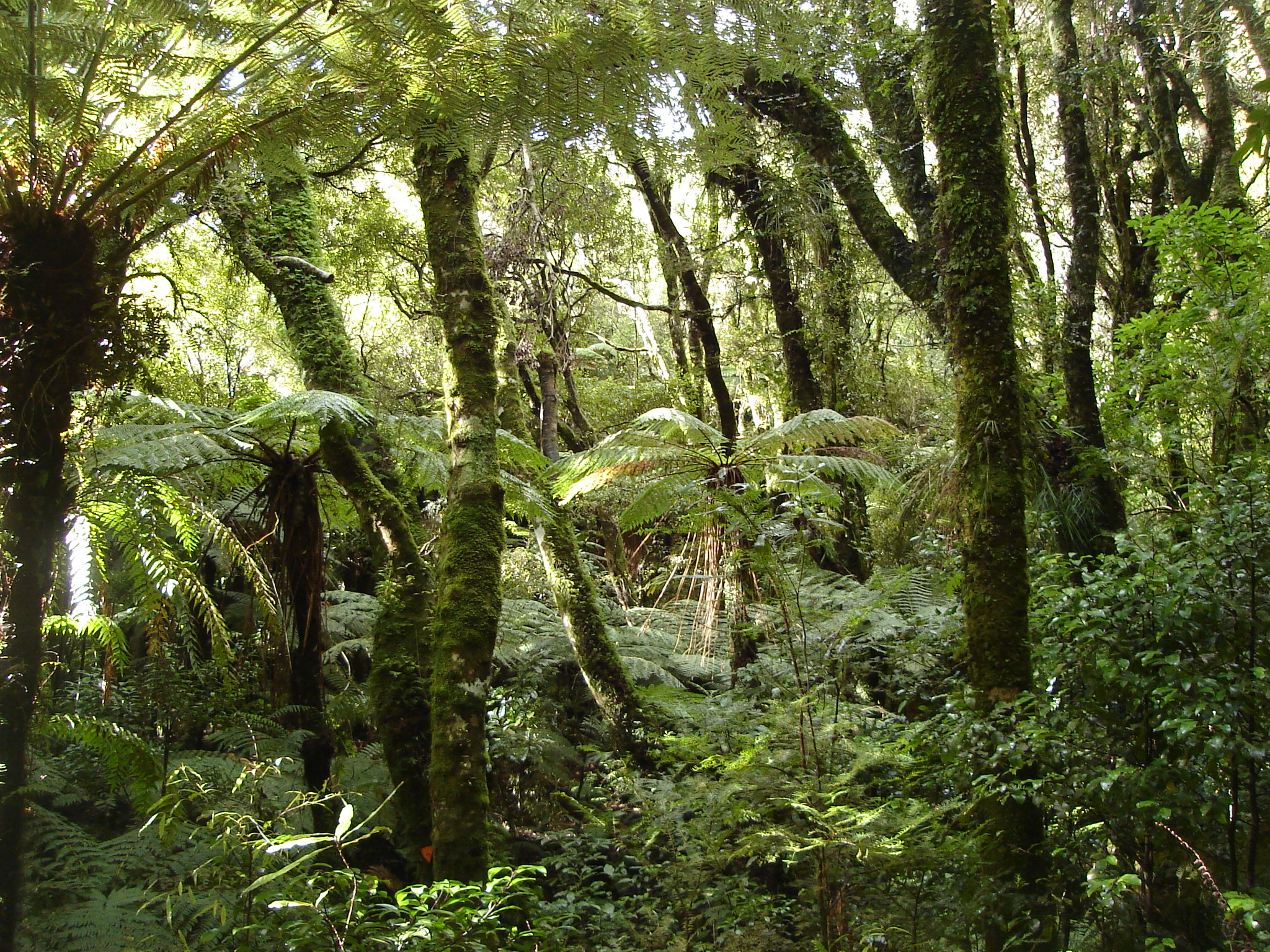
Субтропический лес Новой Зеландии

Флора Новой Зеландии насчитывает около 2000 видов растений, при этом эндемики составляют не менее 70 % от этого числа.
Леса страны разделяются на два основных типа — смешанные субтропические и вечнозелёные. В лесах доминируют ногоплодники (Podocarpus). Сохранились, хотя и резко сократились за время промышленного освоения лесов, заросли агатиса южного (Agathis australis) и дакридиума кипарисового (Dacrydium cupressinum).
В искусственных лесах, площадь которых составляет в целом около 2 млн гектаров, в основном выращивается сосна лучистая (Pinus radiata), завезённая в Новую Зеландию в середине XIX века. Её насаждения в районе Kaingaroa Forest создали крупнейший в мире искусственно выращенный лес.
Новая Зеландия имеет самое большое количество печёночных мхов в сравнении с другими странами. На территории страны насчитывается 606 их разновидностей, 50 % из них составляют эндемики.
Широко распространены мхи, в настоящее время в Новой Зеландии известны 523 их разновидности.
Среди около 70 известных в природе видов незабудок (Myosotis) около 30 являются эндемиками Новой Зеландии. В отличие от незабудок в других частях планеты, только два вида этих растений в Новой Зеландии имеют синий цвет — Myosotis antarctica и Myosotis capitata.
Из 187 разновидностей трав, исторически встречающихся в Новой Зеландии, 157 являются эндемиками.
В Новой Зеландии встречается необычно большое для данного климата количество папоротников. Циатея серебристая (Cyathea dealbata) (также известная в стране как серебряный папоротник) является одним из общепринятых национальных символов.

### Экология

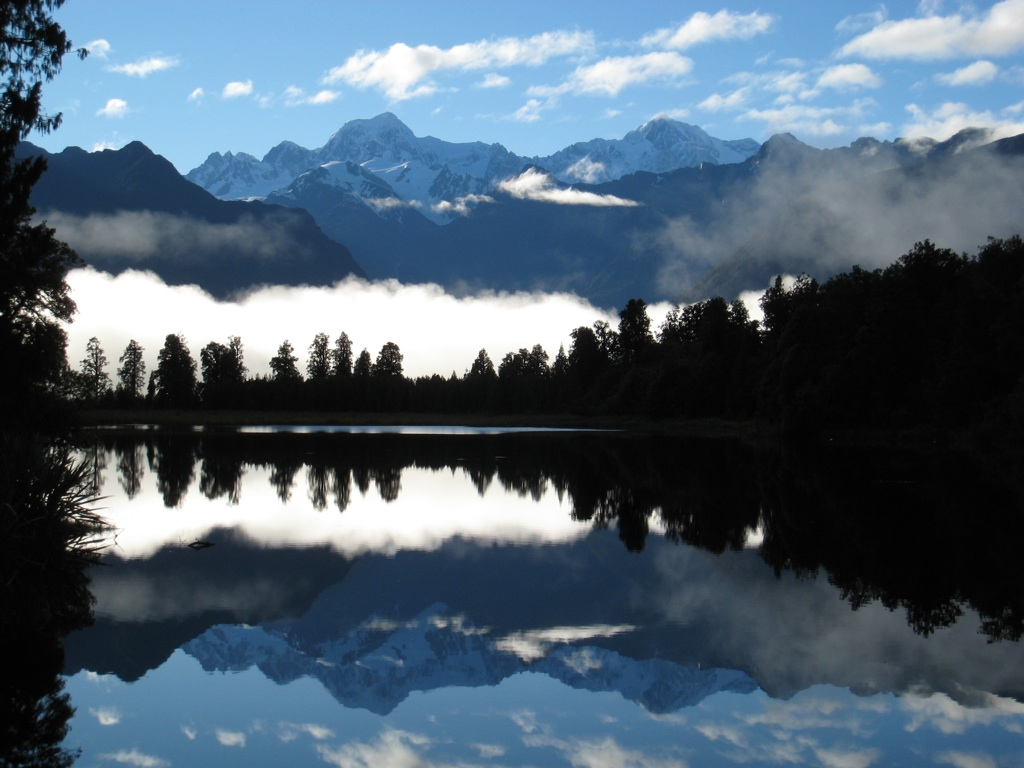
Гора Кука, Южный остров

Одним из основных символов Новой Зеландии является её старательно создаваемый зелёный и чистый (англ. Green and Clean New Zealand) и 100 % чистый (англ. 100% Pure New Zealand) имидж. Именно поэтому вопросы защиты и охраны окружающей среды являются одними из приоритетных в развитии страны.
В 2005 году Новая Зеландия стала первой в мире страной, в которой был введён углеродный налог. В качестве одного из важных перспективных направлений страна планирует уже к 2020 году стать первой в мире страной, имеющей нейтральный баланс выброса углерода в атмосферу и тем самым добиться признания за собой статуса самой чистой страны в мире.
Законодательство страны определяет около 60 типов природных территорий, подлежащих защите и сохранению, среди них наиболее крупными и значимыми формами являются национальные парки (в том числе морские), природные заповедники, научные заповедники, экологические заповедники, туристические заповедники, резерваты. В стране создано 14 национальных парков, 4 морских парка, 44 морских и прибрежных заповедника и более 3000 резерватов. Общая площадь национальных парков, заповедников и природных территорий, находящихся под защитой, составляет около 6,5 млн гектаров или около 25 % от общей территории страны.
| Национальные парки Новой Зеландии |         |                |        |
| Название                          | Основан | Величина (км²) | Ссылка |
| --------------------------------- | ------- | -------------- | ------ |
| Национальный парк Тонгариро       | 1887.   | 796            |        |
| Национальный парк Фангануи        | 1986.   | 742            |        |
| Национальный парк Эгмонт          | 1900.   | 335            |        |
| Национальный парк Кахуранги       | 1996.   | 4520           |        |
| Национальный парк Абель-Тасман    | 1942.   | 225            |        |
| Национальный парк Нельсон-Лейкс   | 1956.   | 1018           |        |
| Национальный парк Папароа         | 1987.   | 306            |        |
| Национальный парк Артурс-Пасс     | 1929.   | 1144           |        |
| Национальный парк Уэстленд        | 1960.   | 1175           |        |
| Национальный парк Маунт-Кук       | 1953.   | 707            |        |
| Национальный парк Маунт-Аспайринг | 1964.   | 3555           |        |
| Национальный парк Фьордленд       | 1952.   | 12519          |        |
| Национальный парк Ракиура         | 2002.   | 1500           |        |

## Города

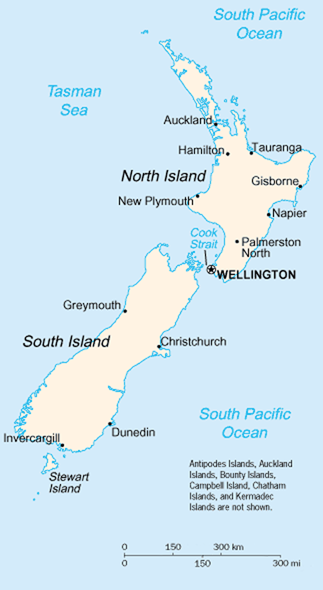
Основные города и населённые пункты Новой Зеландии

| Крупнейшие города и населённые пункты | Население (2007) | Координаты                       |
| ------------------------------------- | ---------------- | -------------------------------- |
| Окленд                                | 1 294 000        | 36°50′48″ ю. ш. 174°45′54″ в. д. |
| Веллингтон                            | 379 000          | 41°17′11″ ю. ш. 174°46′34″ в. д. |
| Крайстчерч                            | 378 700          | 43°31′53″ ю. ш. 172°38′11″ в. д. |
| Гамильтон                             | 163 900          | 37°47′13″ ю. ш. 175°16′58″ в. д. |
| Данидин                               | 114 600          | 45°52′28″ ю. ш. 170°30′12″ в. д. |
| Тауранга                              | 114 200          | 37°41′03″ ю. ш. 176°10′12″ в. д. |
| Палмерстон-Норт                       | 78 800           | 40°21′20″ ю. ш. 175°36′43″ в. д. |
| Хейстингс                             | 64 600           | 39°38′36″ ю. ш. 176°50′35″ в. д. |
| Нельсон                               | 58 300           | 41°16′14″ ю. ш. 173°17′02″ в. д. |
| Нейпир                                | 57 900           | 39°29′11″ ю. ш. 176°54′58″ в. д. |
| Роторуа                               | 55 500           | 38°07′49″ ю. ш. 176°15′01″ в. д. |
| Нью-Плимут                            | 51 000           | 39°03′28″ ю. ш. 174°04′35″ в. д. |
| Фангареи                              | 50 900           | 35°43′22″ ю. ш. 174°19′21″ в. д. |
| Инверкаргилл                          | 47 900           | 46°24′47″ ю. ш. 168°21′24″ в. д. |
| Уонгануи                              | 39 800           | 39°55′49″ ю. ш. 175°02′51″ в. д. |
| Гисборн                               | 33 600           | 38°39′58″ ю. ш. 178°01′33″ в. д. |

## Часовой пояс
Новая Зеландия располагается в двух часовых поясах. Острова Южный и Северный, а также прилегающие мелкие острова используют стандартное новозеландское время (New Zealand Standard Time или NZST) и находятся в 12 часах впереди всемирного координированного времени (UTC). Острова архипелага Чатем используют стандартное время Чатем (Chatham Standard Time или CHAST) и располагаются на 12 часов 45 минут впереди универсального координированного времени. В летний период стрелки часов переводятся на один час вперёд, и разница с универсальным координированным временем в этот период составляет 13 часов для NZST и 13 часов 45 минут для CHAST.